# Ombra (psicologia)

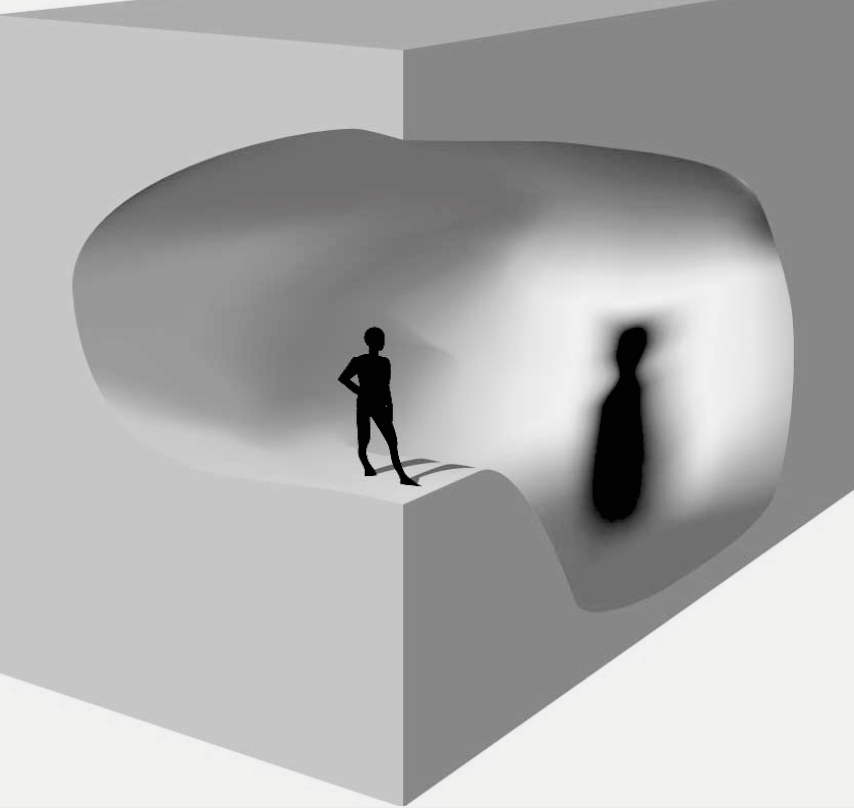
L'Ombra come proiezione inconscia di sé

Nella psicologia junghiana, l'ombra è un aspetto inconscio della personalità che l'ego cosciente non riconosce in sé stesso; oppure la totalità dell'inconscio, ossia tutto ciò di cui una persona non è pienamente cosciente. L'ombra è quindi il lato sconosciuto di sé stessi.

## Aspetti dell'ombra
Sotto certi aspetti, l'ombra "è più o meno equivalente a tutto l'inconscio freudiano"; e lo stesso Carl Jung affermò che "il risultato del metodo di delucidazione freudiano è una minuziosa elaborazione del lato oscuro dell'uomo senza precedenti in nessuna epoca precedente". Contrariamente a una definizione freudiana di ombra, tuttavia, l'ombra junghiana può includere tutto ciò che è al di fuori della luce della coscienza e può essere positiva o negativa. Poiché si tende a rifiutare o rimanere ignoranti degli aspetti meno desiderabili della propria personalità, l'ombra è in gran parte negativa. Ci sono, tuttavia, aspetti positivi che possono anche rimanere nascosti nella propria ombra (specialmente nelle persone con bassa autostima, ansie e false credenze). "Ognuno porta un'ombra", scrisse Jung, "e meno è incorporata nella vita cosciente dell'individuo, più è nera e densa". Può essere, in parte, il proprio legame con istinti animali più primitivi, che sono stati sostituiti durante la prima infanzia dalla mente cosciente.
Jung ha affermato che l'ombra è il lato oscuro sconosciuto della personalità. Secondo lui, l'ombra, essendo istintiva e irrazionale, è incline alla proiezione psicologica, in cui una percepita inferiorità personale è riconosciuta come una deficienza morale percepita in qualcun altro. Jung scrive che se queste proiezioni rimangono nascoste, "il fattore di creazione della proiezione (l'archetipo dell'Ombra) ha mano libera e può realizzare il suo oggetto - se ne ha uno - o determinare qualche altra situazione caratteristica del suo potere". Queste proiezioni isolano e danneggiano gli individui agendo come un velo di illusione che si infittisce costantemente tra l'ego e il mondo reale.

## Evoluzione del concetto
Analizzando il tema dell'Ombra nell'opera di Jung attraverso una prospettiva storica si può osservare uno sviluppo diacronico, e nella fattispecie si può notare come nelle opere Simboli della trasformazione (1912), Psicologia dell'inconscio (1912-42), Tipi psicologici (1921), l'ombra è trattata come accezione meramente psicologica, ossia come parte inferiore della personalità e coincidente con il concetto di inconscio personale. 
Successivamente si assiste ad una graduale evoluzione che coglie dell'ombra l'aspetto sovrapersonale e sovratemporale allargandosi poi alla problematica del male: problematica che trova la sua più matura espressione in Psicologia e alchimia (1944), Aion (1951), Risposta a Giobbe (1952), Mysterium Coniunctionis (1955). Si passa dunque da una concezione personale dell'ombra, come somma del negativo dell'individuo, ad una concezione sovrapersonale, in cui l'ombra è Ombra assoluta, il negativo dell'esistenza, il male. Si distingue quindi un'ombra come parte inferiore della personalità, ombra come archetipo e ombra come immagine archetipica.

## Aspetto
L'ombra può apparire nei sogni e nelle visioni in varie forme e tipicamente "appare come una persona dello stesso sesso di quella del sognatore". L'aspetto e il ruolo dell'ombra dipendono in gran parte dall'esperienza di vita dell'individuo perché gran parte dell'ombra si sviluppa nella mente dell'individuo piuttosto che essere semplicemente ereditata nell'inconscio collettivo. Tuttavia, alcuni junghiani sostengono che "l'ombra contiene, oltre all'ombra personale, l'ombra della società... alimentata dai valori collettivi trascurati e repressi".
Le interazioni con l'ombra nei sogni possono far luce sul proprio stato d'animo. Una conversazione con un aspetto dell'ombra può indicare che si è interessati a desideri o intenzioni contrastanti. L'identificazione con una figura disprezzata può significare che si ha una differenza non riconosciuta dal personaggio, una differenza che potrebbe indicare un rifiuto delle qualità illuminanti della coscienza dell'ego. Questi esempi si riferiscono solo a due dei molti ruoli possibili che l'ombra può adottare e non sono guide generali all'interpretazione. Inoltre, può essere difficile identificare i personaggi nei sogni - "tutti i contenuti sono sfocati e si fondono l'uno nell'altro... come 'contaminazione' di contenuti inconsci"  - così che un personaggio che a prima vista sembra essere un’ombra potrebbe invece rappresentare qualche altro complesso.
Jung ha anche suggerito che ci fosse più di uno strato che compone l'ombra. Gli strati superiori contengono il flusso significativo e le manifestazioni delle esperienze personali dirette. Questi sono resi inconsci nell'individuo da cose come il cambiamento dell'attenzione da una cosa all'altra, la semplice dimenticanza o una repressione. Al di sotto di questi strati idiosincratici, tuttavia, ci sono gli archetipi che formano i contenuti psichici di tutte le esperienze umane. Jung ha descritto questo strato più profondo come "un'attività psichica che va avanti indipendentemente dalla mente cosciente e non dipende nemmeno dagli strati superiori dell'inconscio - non toccato e forse intoccabile - dall'esperienza personale".

## Incontrare l'ombra
L'eventuale incontro con l'ombra gioca un ruolo centrale nel processo di individuazione. Jung riteneva che "il corso dell'individuazione... mostra una certa regolarità formale. I suoi segnali e le pietre miliari sono vari simboli archetipici" che segnano le sue fasi; e di questi "il primo stadio conduce all'esperienza dell'ombra". "Il crollo della persona costituisce il tipico momento junghiano sia nella terapia che nello sviluppo", ed è ciò che apre la strada all'ombra interiore, e si verifica quando "sotto la superficie una persona soffre di una noia mortale questo fa sembrare tutto privo di significato e vuoto... come se l'incontro iniziale con il Sé proiettasse un'ombra oscura prima del tempo." Jung considerava un pericolo perenne nella vita che "più la coscienza acquisisce chiarezza, più monarchico diventa il suo contenuto... il re ha costantemente bisogno del rinnovamento che inizia con una discesa nella propria oscurità" - la sua ombra - Che mette in moto la "dissoluzione della persona".
"L'ombra personifica tutto ciò che il soggetto rifiuta di riconoscere di sé stesso" e rappresenta "un passaggio stretto, una porta stretta, la cui dolorosa costrizione nessuno ne viene risparmiato a chi scende al pozzo profondo". 
Lo scioglimento della persona e l'avvio del processo di individuazione porta con sé anche "il pericolo di cadere vittima dell'ombra... l'ombra nera che ognuno porta con sé, l'aspetto inferiore e quindi nascosto della personalità". Risultando una fusione con l'ombra.

## Fondendosi con l'ombra
Secondo Jung, l'ombra a volte travolge le azioni di una persona; ad esempio, quando la mente cosciente è sconvolta, confusa o paralizzata dall'indecisione. "Un uomo che è posseduto dalla sua ombra è sempre in piedi nella sua stessa luce e cade nelle sue stesse trappole... vive al di sotto del suo stesso livello." Quindi, in termini di storia del dottor Jekyll e del signor Hyde, "deve essere Jekyll, la personalità cosciente, che integra l'ombra... e non viceversa. Altrimenti il cosciente diventa schiavo dell'ombra autonoma."
L'individuazione solleva inevitabilmente proprio questa possibilità. Mentre il processo continua e "la libido lascia il luminoso mondo superiore... affonda di nuovo nelle sue stesse profondità... sotto, nelle ombre dell'inconscio". Così anche ciò che viene in primo piano è "ciò che era nascosto sotto la maschera dell'adattamento convenzionale: l'ombra", con il risultato che "l'ego e l'ombra non sono più divisi ma si uniscono in un'unità - dichiaratamente precaria -".
L'impatto di tale "confronto con l'ombra produce dapprima un equilibrio morto, un fermo che ostacola le decisioni morali e rende inefficaci le convinzioni... nigredo, tenebrositas, caos, malinconia". Di conseguenza, (come Jung sapeva per esperienza personale): "In questo tempo di discesa - uno, tre, sette anni, più o meno - sono richiesti coraggio e forza autentici",  senza certezza di emergere. Tuttavia, Jung rimase dell'opinione che mentre "nessuno dovrebbe negare il pericolo della discesa... ogni discesa è seguita da una salita... enantiodromia;" e l'assimilazione dell'ombra, anziché il possesso da parte di essa, diventa finalmente una possibilità reale.

## Assimilazione dell'ombra
L’enantiodromia lancia una prospettiva diversa. "Cominciamo a viaggiare [su] attraverso le spirali curative... verso l'alto." Qui la lotta è mantenere la consapevolezza dell'ombra, ma non l'identificazione con essa. "La non identificazione richiede uno sforzo morale considerevole [che] impedisce una discesa in quell'oscurità"; e sebbene "la mente conscia rischia di essere sommersa in qualsiasi momento nell'inconscio... la comprensione agisce come un salvavita. Integra l'inconscio." Questo reincorpora l'ombra nella personalità, producendo una coscienza più forte e più ampia di prima. "L'assimilazione dell'ombra dà a un uomo il corpo, per così dire," fornendo così un trampolino di lancio per un'ulteriore individuazione. "L'integrazione dell'ombra, o la realizzazione dell'inconscio personale, segna la prima tappa del processo analitico... senza di essa un riconoscimento di anima e animus è impossibile." Viceversa, "nella misura in cui l'ombra è riconosciuta e integrata, il problema dell'anima, cioè della relazione, è costellato" e diventa il centro della ricerca dell'individuazione.
Carolyn Kaufman ha scritto che "nonostante la sua funzione di serbatoio per l'oscurità umana - o forse proprio per questo - l'ombra è la sede della creatività"; un modo che per alcuni, potrebbe essere "il lato oscuro del suo essere, la sua ombra sinistra... rappresenta il vero spirito della vita contro l'arido studioso". Tuttavia, gli junghiani avvertono che "il riconoscimento dell'ombra deve essere un processo continuo per tutta la vita"; e anche dopo che il focus dell'individuazione si è spostato sull'animus/anima, "le fasi successive dell'integrazione dell'ombra" continueranno a verificarsi - il triste "processo di lavare la biancheria sporca in privato", di accettare la propria ombra.